# 29 november
29 november is de 333ste dag van het jaar (334ste dag in een schrikkeljaar) in de gregoriaanse kalender. Hierna volgen nog 32 dagen tot het einde van het jaar.

## Gebeurtenissen
- Algemeen
  - 1937 - Prins Bernhard botst te Diemen met 160 kilometer per uur op een vrachtwagen. Hij raakt zwaargewond.[1]
  - 1954 - De immigratiefaciliteiten op Ellis Island in de haven van New York worden gesloten.[1] Vanaf 1892 waren meer dan 12 miljoen immigranten via Ellis Island de Verenigde Staten binnengekomen.
  - 1977 - Bij een politierazzia in de vrijstad Christiania in Kopenhagen worden 35 personen gearresteerd.
  - 1986 - Het Surinaamse leger richt een bloedbad aan in het marrondorp Moiwana. (Zie Bloedbad van Moiwana.)
  - 1987 - Een Boeing 707 van Korean Air explodeert boven de grens van Thailand en Birma, waarbij 115 mensen omkomen. Het betrof een terroristische daad van Noord-Korea.
  - 1993 - Totale maansverduistering, gedeeltelijk zichtbaar in Nederland en België. De verduistering heeft een grootte van 1.09 in de kernschaduw. De eclips begint om 04:28 uur en staat bij het maximum, om 07:27 uur, op een hoogte van circa 7° (in Utrecht). De eclips eindigt om 10:26 uur. Deze maansverduistering is de 22e in Sarosreeks 135.[2]
  - 1994 - Bij een granaatexplosie in Bujumbura, de hoofdstad van Burundi, komen vijf mensen om het leven.
  - 2009 - Somalische piraten kapen een Griekse supertanker, de meer dan driehonderd meter lange Maran Centaurus met 28 bemanningsleden aan boord.
  - 2021 - Een deel van het plafond van overdekt winkelcentrum Makado in de Limburgse plaats Beek (Nederland) stort in hetgeen te wijten is aan een storing in een sprinklerinstallatie, aldus de brandweer. Er vallen geen gewonden, maar de schade is groot.[3]

- Economie
  - 1993 - Duitse boeren blokkeren een groot aantal grensovergangen tussen Nederland en Duitsland uit protest tegen het Europese landbouwbeleid en Duitse maatregelen om verspreiding van de varkenspest tegen te gaan.

- Kunst en cultuur
  - 2023 - Modeontwerper Mohamed Benchellal ontvangt het Cultuurfonds Mode Stipendium. Volgens de jury is Benchellal: "Een geboren couturier die buiten de gebruikelijke podia om en nagenoeg autodidact wist uit te groeien tot een internationaal fenomeen".[4]

- Media
  - 1974 - De NCRV-inzamelingsactie Geven voor Leven brengt 65 miljoen gulden op voor het Koningin Wilhelmina Fonds.
  - 1980 - De strip Garfield begint in Nederland met publicatie in De Telegraaf.
  - 2018 - De 100e aflevering van Help, mijn man is Klusser! is uitgezonden.

- Oorlog
  - 1798 - Ferdinand IV van Napels verklaart Frankrijk de oorlog en trekt Rome binnen.
  - 1864 - In Colorado brengen vrijwilligers onder leiding van kolonel John Chivington ten minste 400 Cheyenne en Arapahoe Indianen om bij Sand Creek, waar ze met toestemming een kamp hadden opgeslagen.
  - 1940 - De Duitse Luftwaffe bombardeert Liverpool.[1]
  - 1943 - Partizanen proclameren hun eigen regering in bevrijd Joegoslavisch gebied: 'de raad van nationale bevrijding'.
  - 1944 - Albanië wordt bevrijd van bezetting door Duitsland.
  - 1945 - Hannie Schaft wordt herbegraven in Haarlem.[1]
  - 1945 - Proclamatie van de federale volksrepubliek Joegoslavië, bestaande uit zes republieken en twee autonome provincies.
  - 1950 - Noord-Koreaanse en Chinese troepen dwingen de troepen van de Verenigde Naties zich terug te trekken uit Noord-Korea.
  - 1993 - Krijgsheer Mohammed Farrah Aidid nodigt alle facties in Somalië uit om begin januari bij elkaar te komen om "concrete en duurzame oplossingen te vinden voor de problemen van het land".

- Politiek
  - 1890 - In Japan wordt een nieuwe grondwet aangenomen en komt de Diet voor het eerst bijeen.
  - 1916 - Hussein wordt uitgeroepen tot koning van de Arabieren
  - 1945 - De volksrepubliek Joegoslavië wordt uitgeroepen.
  - 1947 - De Algemene Vergadering van de Verenigde Naties besluit Palestina te verdelen tussen Arabieren en Joden.[1]
  - 1963 - President Lyndon B. Johnson van de Verenigde Staten stelt de Commissie-Warren in die de moord op president John F. Kennedy moet onderzoeken.
  - 1967 - Robert McNamara kondigt aan dat hij zal vertrekken als minister van Defensie, en president van de Wereldbank zal worden. Dit is het gevolg van zijn advies aan president Lyndon B. Johnson eerder die maand, om het aantal troepen in Vietnam te bevriezen, het bombarderen te beëindigen, en het vechten aan Zuid-Vietnam over te laten.
  - 1975 - Robert Muldoon wordt verkozen tot premier van Nieuw-Zeeland.
  - 1982 - De Algemene Vergadering van de Verenigde Naties neemt Resolutie 37/37 aan, waarin de Sovjet-Unie wordt opgeroepen hun troepen uit Afghanistan terug te trekken.
  - 1990 - De Veiligheidsraad neemt Resolutie 678 aan, die militaire acties in Irak goedkeurt tenzij de Iraakse troepen Koeweit op 15 januari 1991 hebben verlaten, en op diezelfde datum alle buitenlandse gijzelaars zijn vrijgelaten.
  - 1991 - Politieke partijen en leiders van de thuislanden in Zuid-Afrika beginnen met onderhandelingen die moeten leiden tot een nieuwe, non-raciale grondwet.
  - 1993 - Het Afrikaner Volksfront, een alliantie van rechtse blanke groeperingen in Zuid-Afrika, richt een eigen 'overgangsbewind' op.
  - 2012 - Palestina wordt door de Algemene Vergadering van de Verenigde Naties met 138 tegen 9 stemmen erkend als waarnemend niet-lidstaat. Palestina wordt daarmee door de VN erkend als soevereine staat.

- Religie
  - 1669 - Paus Clemens IX creëert zeven nieuwe kardinalen, onder wie de Italiaanse curieprelaat Emilio Altieri, die hem het jaar daarop opvolgt als paus Clemens X.
  - 1719 - Paus Clemens XI creëert tien nieuwe kardinalen, onder wie de Zuid-Nederlandse aartsbisschop van Mechelen Thomas-Philippus d'Alsace et de Boussu.
  - 1952 - Benoeming van Domenico Tardini en Giovanni-Battista Montini tot pro-staatssecretaris voor buitengewone en gewone kerkelijke aangelegenheden.
- Sport
  - 1899 - Oprichting van de Spaanse voetbalclub FC Barcelona.[1]
  - 1980 - Anita Staps behaalt als eerste Nederlandse ooit de wereldtitel bij de WK judo in New York.
  - 1981 - Dammer Harm Wiersma wint de beslissende wedstrijd in de strijd om de wereldtitel 1981 van de Rus Anatoli Gantvarg.
  - 1990 - Oprichting van de Colombiaanse voetbalclub Atlético Huila.
  - 2021 - Voetbalster Alèxia Putellas krijgt de Ballon d'Or ('Gouden Bal') bij de vrouwen. Lionel Messi wint de prijs voor de zevende keer bij de mannen.[5]
  - 2021 - De Nederlandse voetbalster Vivianne Miedema wordt gekozen tot BBC Women's Footballer of the Year 2021.[6]
  - 2021 - Het Nederlands mannenbasketbalteam verliest in Milaan het tweede duel in de kwalificatie voor het WK tegen Italië met 73-75.[7]
- Wetenschap en technologie
  - 1814 - Het dagblad The Times in Londen neemt een van de eerste stoommachines in gebruik om de drukpers aan te drijven.
  - 1877 - Thomas Edison demonstreert voor het eerst zijn fonograaf.[1]
  - 1922 - In de graftombe van farao Toetanchamon wordt een enorme schat gevonden.
  - 1929 - De Amerikaanse admiraal Richard Byrd vliegt als eerste over de Zuidpool.
  - 1961 - De Mercury-Atlas 5 wordt gelanceerd met aan boord de chimpansee Enos. De capsule cirkelt tweemaal rond de Aarde en landt in zee, in de buurt van Puerto Rico.
  - 1962 - In Londen wordt een overeenkomst getekend tussen Frankrijk en het Verenigd Koninkrijk voor de gezamenlijke bouw van een supersonisch verkeersvliegtuig, de Concorde.
  - 1967 - Australië lanceert de eerste eigen satelliet genaamd Weapons Research Establishment Satellite vanaf de Woomera Test Range in het zuiden van het land. Hierdoor wordt Australië het zevende land dat de ruimte bereikt.[8]
  - 1975 - In een brief aan Paul Allen gebruikt Bill Gates voor het eerst de naam Micro-soft (voor microcomputer software).
  - 2022 - Lancering van het Chinese ruimtevaartuig Shenzhou 15, bemand door de taikonauten commandant Fei Junlong, Deng Qingming en Zhang Lu, met een Lange Mars 2F raket vanaf lanceerbasis Jiuquan SLS-1 voor een missie naar het Tiangong ruimtestation.[9]
  - 2023 - Ontkoppeling van het onbemande vrachtruimtevaartuig Progress MS-23 en het ISS. Enkele uren later vergaat het met overbodige spullen geladen ruimtevaartuig in de aardatmosfeer waarbij onverbrande resten neerkomen in de Grote Oceaan.[10]
  - 2023 - In Kampala (Oeganda) bevalt een 70-jarige vrouw van een tweeling als resultaat van een IVF-behandeling.[11]

## Geboren

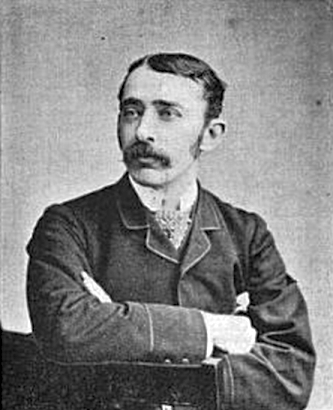
John Ambrose Fleming
geboren in 1849

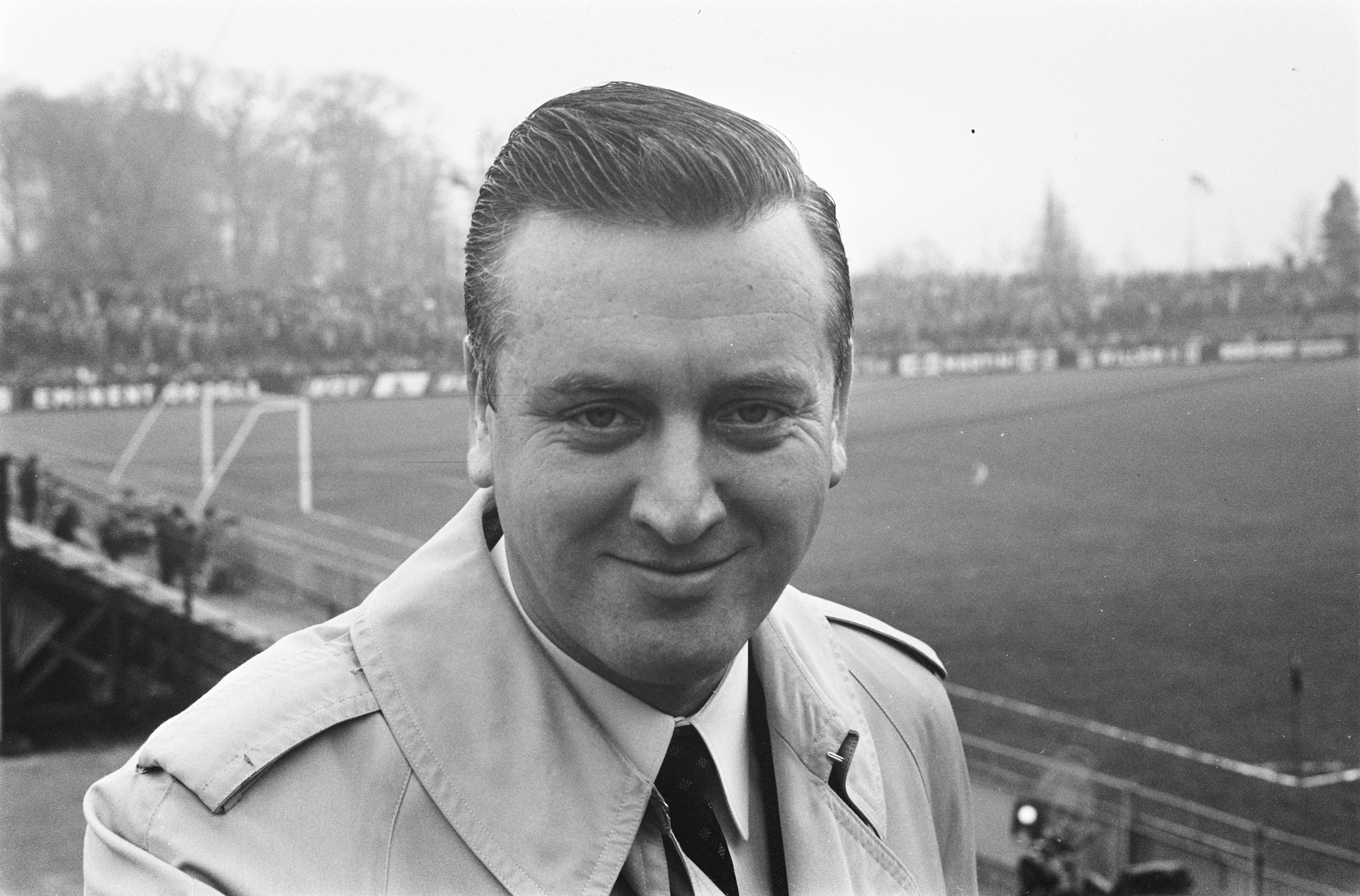
Koen Verhoeff
geboren in 1928

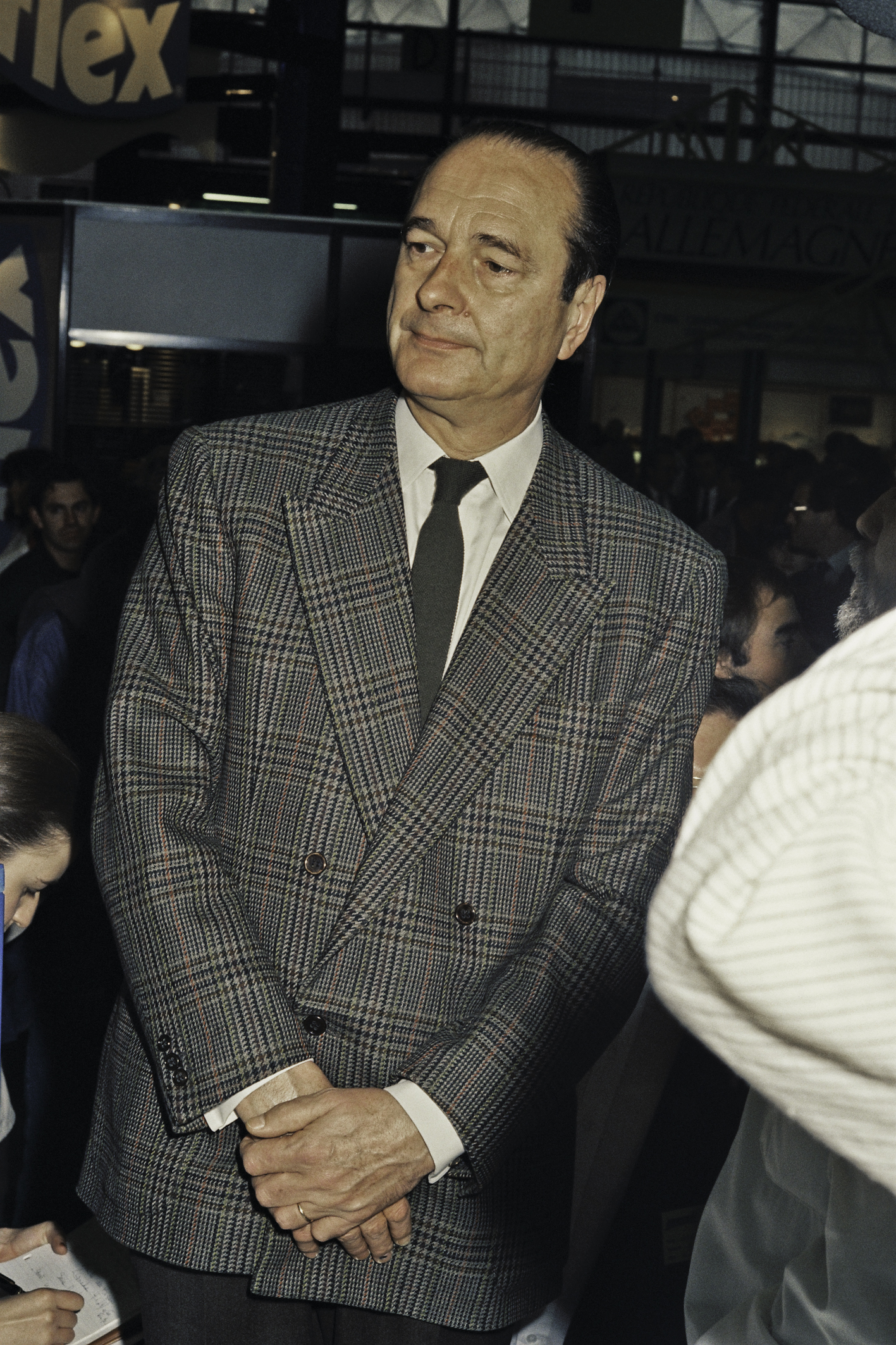
Jacques Chirac
geboren in 1932

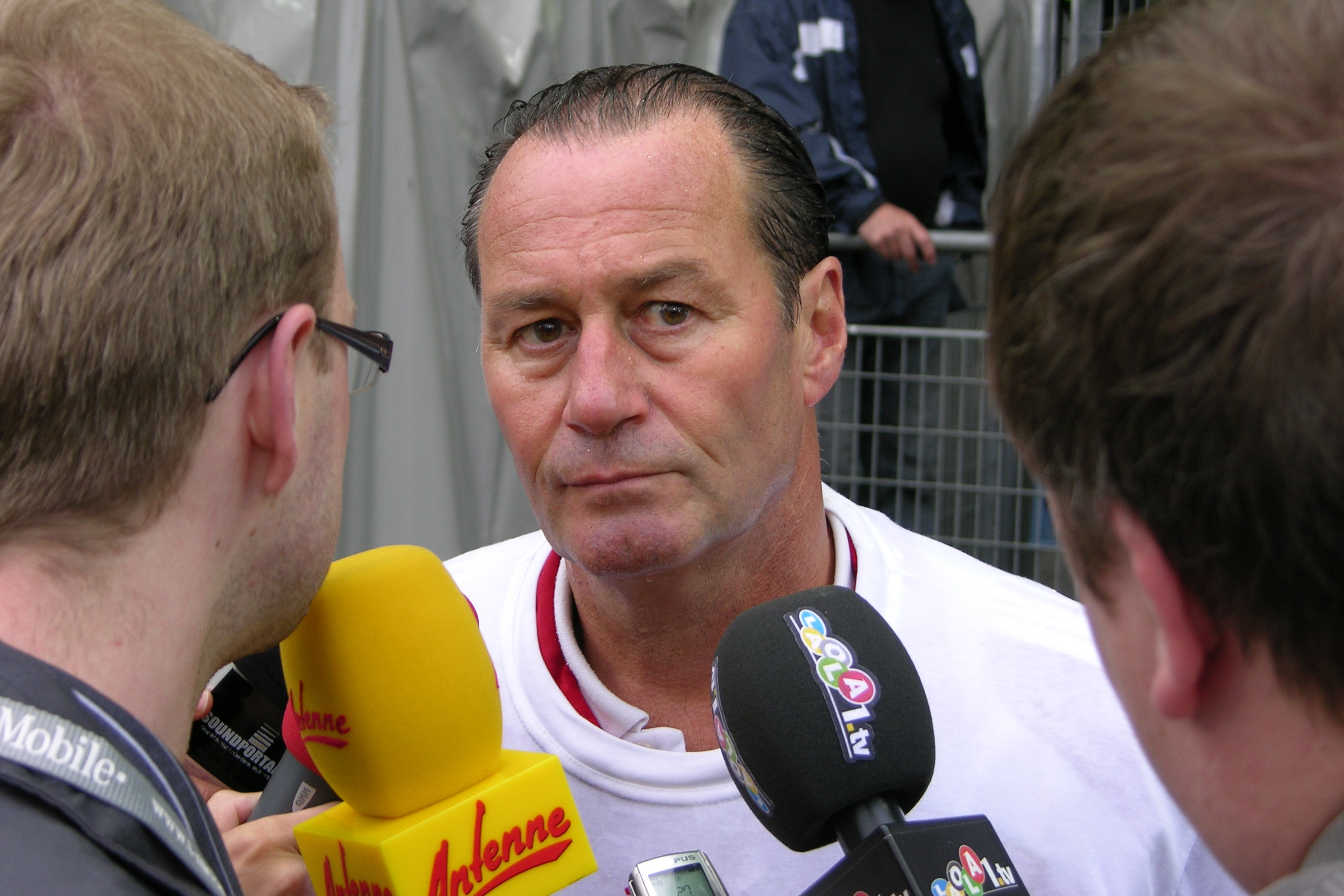
Huub Stevens
geboren in 1953

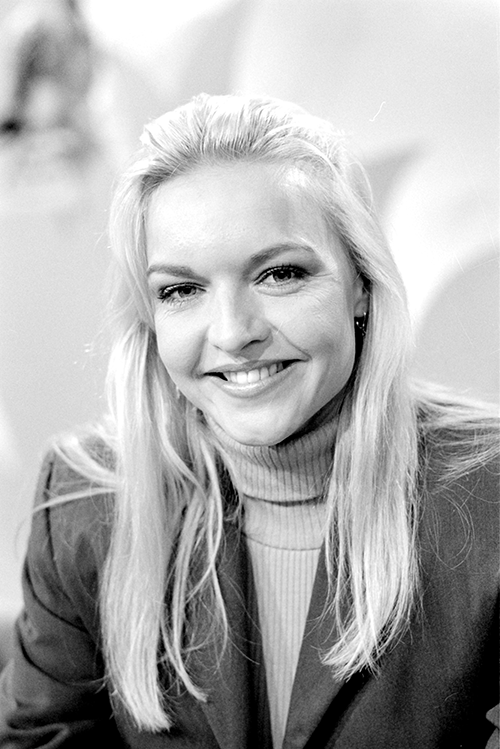
Mariska van Kolck
geboren in 1963

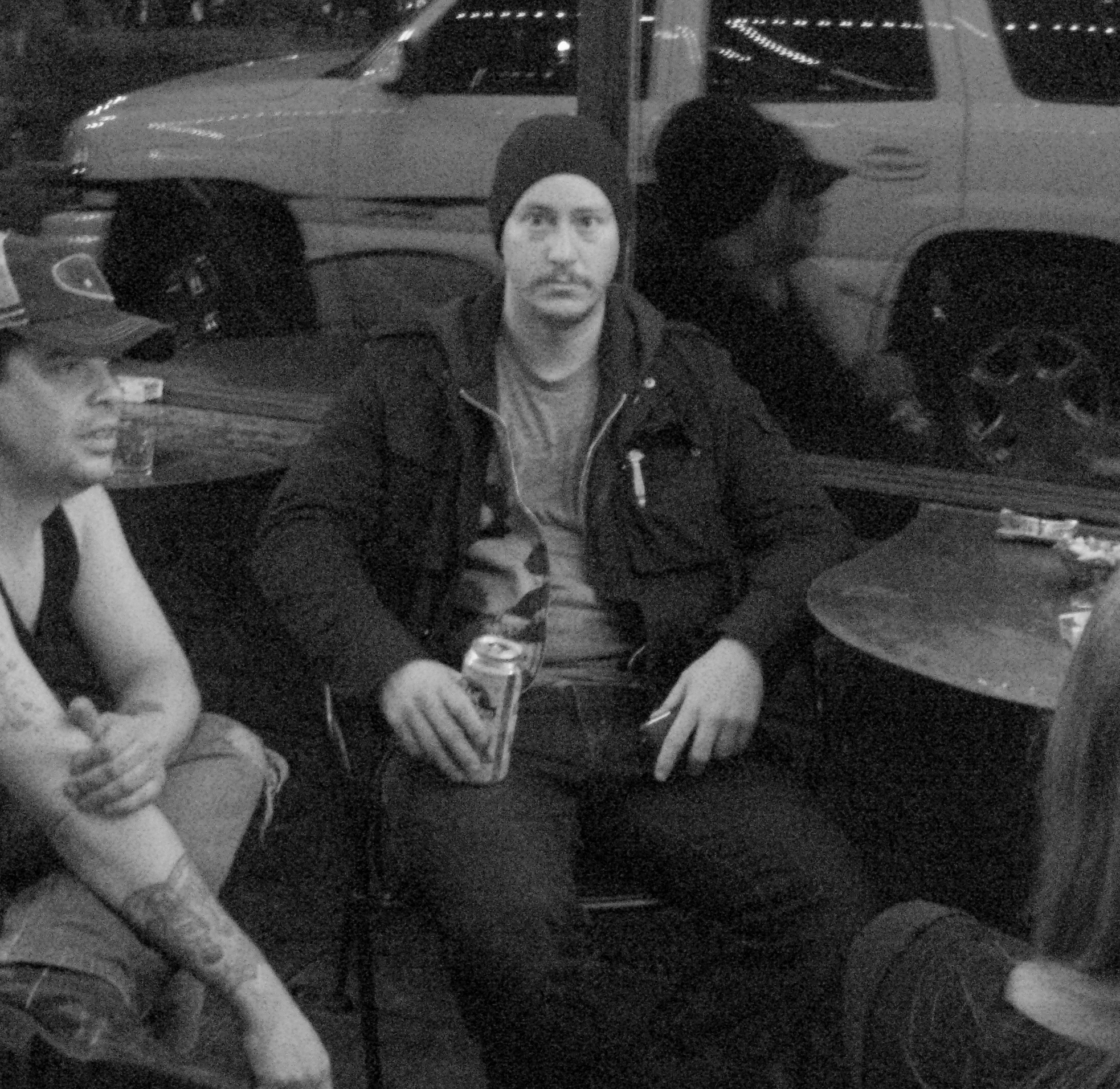
Ehren McGhehey
geboren in 1976

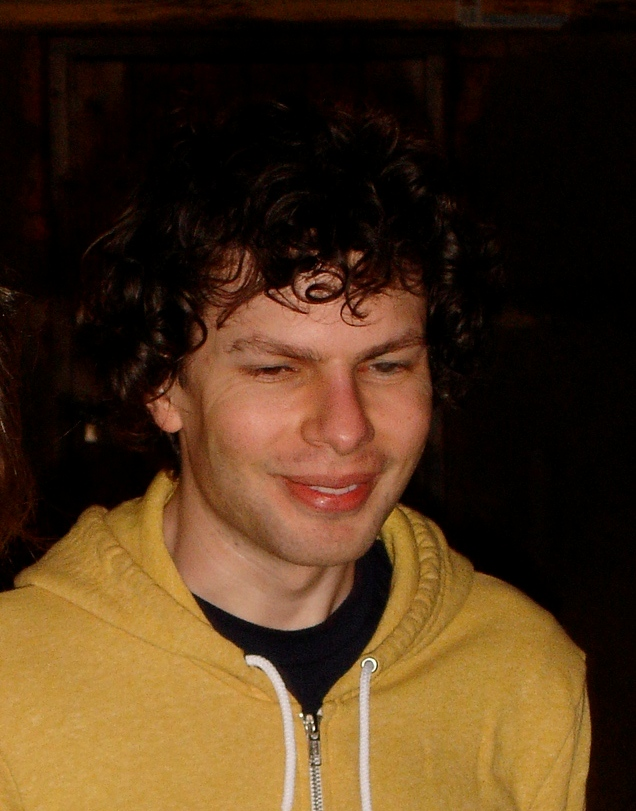
Simon Amstell
geboren in 1979

- 1338 - Lionel van Antwerpen, zoon van Eduard III van Engeland (overleden 1368)
- 1762 - Pierre André Latreille, Frans zoöloog (overleden 1833)
- 1781 - Andrés Bello López, Chileens-Venezolaans humanist, dichter en politicus (overleden 1865)
- 1797 - Gaetano Donizetti, Italiaans componist (overleden 1848)
- 1803 - Christian Doppler, Oostenrijks natuurkundige (overleden 1853)
- 1825 - Jean-Martin Charcot, Frans neuroloog (overleden 1893)
- 1840 - Pieter Jacob Cosijn, taalkundige en filoloog (overleden 1899)
- 1848 - Catharina Louisa Maria Alberdingk Thijm (59), Nederlands schrijfster en sociaal werkster (overleden 1908)
- 1849 - John Ambrose Fleming, Brits natuurkundige, uitvinder van de diode (overleden 1945)
- 1850 - Agostino Richelmy, Italiaans kardinaal-aartsbisschop van Turijn (overleden 1923)
- 1856 - Theobald von Bethmann Hollweg, Duits rijkskanselier (overleden 1921)
- 1856 - Georgi Plechanov, Russisch revolutionair (overleden 1918)
- 1860 - Pietro La Fontaine, Italiaans kardinaal-patriarch van Venetië (overleden 1935)
- 1867 - Gustav Keller, Zwitsers politicus (overleden 1932)
- 1870 - Enric Prat de la Riba i Sarrà, Catalaans politicus (overleden 1917)
- 1895 - William Tubman, president van Liberia (1944-1971) (overleden 1971)
- 1898 - C.S. Lewis, Iers schrijver (overleden 1963)
- 1899 - Andrija Artuković, Kroatisch extreemrechts politicus (overleden 1988)
- 1899 - Emma Morano, oudste mens ter wereld en oudste inwoner van Italië ooit (overleden 2017)
- 1905 - Piet Ketting, Nederlands componist, pianist, dirigent en muziekcriticus (overleden 1984)
- 1905 - Marcel Lefebvre, Frans aartsbisschop (overleden 1991)
- 1910 - Hans Singer, Duits-Brits ontwikkelingseconoom (overleden 2006)
- 1912 - Ai Xia, Chinees filmacteur (overleden 1934)
- 1912 - Eduard Hellendoorn, Nederlands verzetsstrijder (overleden 1941)
- 1914 - Coleridge Goode, Jamaicaans-Brits jazzcontrabassist (overleden 2015)
- 1915 - Helmut Niedermayr, Duits autocoureur (overleden 1985)
- 1915 - Eugene Polley, Amerikaans technicus en uitvinder (overleden 2012)
- 1917 - Pierre Gaspard-Huit, Frans filmregisseur (overleden 2017)
- 1918 - Marcel Bode, Belgisch volksvertegenwoordiger (overleden 2014)
- 1921 - Christine de Rivoyre, Frans journaliste en (scenario)schrijfster (overleden 2019)
- 1923 - Chuck Daigh, Amerikaans autocoureur (overleden 2008)
- 1923 - Jaap Rus, Nederlands verzetsstrijder in WO II (overleden 2019)
- 1925 - Ernst Happel, Oostenrijks voetballer en voetbaltrainer (overleden 1992)
- 1928 - Maurice Pirenne, Nederlands componist (overleden 2008)
- 1928 - Koen Verhoeff, Nederlands sportverslaggever (overleden 1989)
- 1929 - Gidon Graetz, Israëlisch beeldhouwer (overleden 2025)
- 1929 - Jan Kommandeur, Nederlands hoogleraar fysische chemie (overleden 2012)
- 1930 - Candido Cannavò, Italiaans sportjournalist (overleden 2009)
- 1930 - Jean Vincent, Frans voetballer en voetbalcoach (overleden 2013)
- 1931 - André Noyelle, Belgisch wielrenner (overleden 2003)
- 1931 - Joerij Vojnov, Sovjet-Oekraïens voetballer en trainer (overleden 2003)
- 1932 - Jacques Chirac, president van Frankrijk (1995-2007) (overleden 2019)
- 1932 - Tonny van der Linden, Nederlands voetballer (overleden 2017)
- 1933 - John Mayall, Brits bluesmuzikant (overleden 2024)
- 1933 - James Rosenquist, Amerikaans beeldend kunstenaar (overleden 2017)
- 1934 - Tony Coe, Brits jazzmuzikant (overleden 2023)
- 1934 - Jack van Poll, Nederlands jazzmuzikant en docent (overleden 2022)
- 1935 - Joan Harrison, Zuid-Afrikaans zwemster
- 1935 - Diane Ladd, Amerikaans actrice
- 1939 - Sandro Salvadore, Italiaans voetballer (overleden 2007)
- 1939 - Concha Velasco, Spaans actrice (overleden 2023)
- 1939 - Joel Whitburn, Amerikaans schrijver en musicoloog (overleden 2022)
- 1940 - Denny Doherty, Amerikaans zanger (overleden 2007)
- 1940 - Óscar Espinosa Chepe, Cubaans diplomaat, econoom, journalist en dissident (overleden 2013)
- 1941 - Jody Miller, Amerikaans zangeres (overleden 2022)
- 1941 - Al Turney, Amerikaans songwriter
- 1942 - Kunio Lemari, Marshalleilands politicus (overleden 2008)
- 1942 - Gene Okerlund, Amerikaans sportpresentator en -journalist (overleden 2019)
- 1942 - Han Woerdman, Nederlands natuurkundige en hoogleraar (overleden 2020)
- 1944 - Twink, Brits singer-songwriter, drummer en acteur
- 1946 - Hugo Koolschijn, Nederlands acteur (overleden 2024)
- 1946 - Kees Schaepman, Nederlands journalist (overleden 2022)
- 1946 - Lode Wyns, Belgisch atleet en moleculair bioloog
- 1947 - Petra Kelly, Duits politica (overleden 1992)
- 1952 - Wim Kuijken, Nederlands topambtenaar en bestuurder
- 1953 - Huub Stevens, Nederlands voetballer en voetbaltrainer
- 1954 - Joel Coen, Amerikaans filmmaker
- 1955 - Hassan Sheikh Mohamud, Somalisch politicus
- 1958 - André Brantjes, Nederlands darter
- 1958 - Philippe Desmet, Belgisch voetballer
- 1960 - Heitor Pereira, Braziliaans componist en muzikant
- 1961 - Bob Savenberg, Belgisch zanger, drummer en muziekmanager
- 1961 - Tom Sizemore, Amerikaans acteur (overleden 2023)
- 1962 - Andrew McCarthy, Amerikaans acteur, filmregisseur, -producent en scenarioschrijver
- 1963 - Mariska van Kolck, Nederlands presentatrice, actrice en musicalster
- 1964 - Don Cheadle, Amerikaans acteur
- 1964 - Kenneth Monkou, Nederlands voetballer
- 1965 - Marlies Dekkers, Nederlands modeontwerpster
- 1966 - Vangjush Dako, burgemeester van de Albanese stad Durrës
- 1967 - Alain Cuypers, Belgisch atleet
- 1967 - Andy Scharmin, Nederlands voetballer (overleden 1989)
- 1968 - Michael Ho, Macaus autocoureur
- 1968 - Bastiaan Poortenaar, Nederlands hockeyer (overleden 2024)
- 1968 - Matt Darey, Brits DJ/Producer
- 1969 - Pierre van Hooijdonk, Nederlands voetballer
- 1969 - Ben Iroha, Nigeriaans voetballer
- 1969 - Kasey Keller, Amerikaans voetballer
- 1970 - Frank Delgado, Amerikaans muzikant
- 1970 - Mark Pembridge, Welsh voetballer
- 1971 - Vivian Slingerland, Nederlands tv-presentatrice
- 1971 - Gena Lee Nolin, Amerikaans actrice en model
- 1972 - Andreas Goldberger, Oostenrijks schansspringer
- 1972 - Rodrigo Pessoa, Braziliaans springruiter
- 1973 - Dick van Burik, Nederlands voetballer
- 1973 - Ryan Giggs, Welsh voetballer
- 1973 - Birgit Rockmeier, Duits atlete
- 1974 - Cyril Dessel, Frans wielrenner
- 1976 - Chadwick Boseman, Amerikaans acteur, regisseur en scenarioschrijver (overleden 2020)
- 1976 - Anna Faris, Amerikaans actrice
- 1976 - Ehren McGhehey, Amerikaans stuntman
- 1977 - Paul Goodison, Brits zeiler
- 1977 - Eddie Howe, Engels voetballer en voetbalcoach
- 1977 - Yuichi Takeda, Japans motorcoureur
- 1979 - Simon Amstell, Brits komiek en presentator
- 1979 - Game, Amerikaans rapper
- 1979 - Michael Lamey, Nederlands voetballer
- 1980 - Dennis Bekkers, Nederlands taekwondoka
- 1980 - Janina Gavankar, Amerikaans actrice
- 1981 - Rens Dekkers, Nederlands atleet
- 1982 - Lucas Black, Amerikaans acteur
- 1982 - Mieke Gorissen, Belgisch atlete
- 1982 - Shelton Martis, Antilliaans voetballer
- 1982 - Steve Mullings, Jamaicaans atleet
- 1982 - Eddie Spears, Amerikaans acteur
- 1983 - Albert Bunjaku, Kosovaars-Zwitsers voetballer
- 1983 - Jawhen Hoetarovitsj, Wit-Russisch wielrenner
- 1983 - Ján Novota, Slowaaks voetballer
- 1983 - Jennifer Oeser, Duits atlete
- 1984 - Michael Devaney, Iers autocoureur
- 1984 - Rasmus Lindgren, Zweeds voetballer
- 1984 - Katlego Mphela, Zuid-Afrikaans voetballer
- 1984 - Sylvia Nooij, Nederlands voetbalster (overleden 2017)
- 1986 - Dorin Dumitru Velicu, Roemeens skeletonracer
- 1987 - Leif Kristian Haugen, Noors alpineskiër
- 1987 - Sandro Wagner, Duits voetballer
- 1988 - Marco Belotti, Italiaans zwemmer
- 1988 - Abby Bishop, Australisch basketbalspeelster
- 1988 - Lore Gillis, Belgisch volleybalster
- 1988 - Adam Klein, Amerikaans zwemmer
- 1989 - Dominic Adiyiah, Ghanees voetballer
- 1989 - Joren Dom, Belgisch voetballer
- 1989 - Dominik Kraihamer, Oostenrijks autocoureur
- 1990 - Sam Keeley, Iers acteur
- 1991 - Vjatsjeslav Sinkevitsj, Russisch zwemmer
- 1992 - Tanart Sathienthirakul, Thais autocoureur
- 1993 - Dion Cooper, Nederlands singer-songwriter
- 1995 - Laura Marano, Amerikaans actrice
- 1995 - Siobhan-Marie O'Connor, Brits zwemster
- 1995 - Marty Zambotto, Australisch Zanger
- 1996 - Mike Foppen, Nederlands atleet
- 1996 - Amalie Vangsgaard, Deens voetbalster
- 1997 - Emma Ribom, Zweeds langlaufster
- 1997 - Dmitri Sarsembajev, Russisch snowboarder
- 1997 - William Byron, Amerikaans autocoureur
- 1998 - Ayumu Hirano, Japans snowboarder
- 1999 - Patrick Vroegh, Nederlands voetballer
- 2001 - Javier Ibáñez, Spaans wielrenner
- 2001 - Thijs Jansen, Nederlands voetballer
- 2001 - Joel Sturm, Duits autocoureur
- 2004 - Mihailo Ivanović, Servisch-Kroatisch voetballer
- 2004 - Ibrahim Osman, Ghanees voetballer
- 2004 - Lucas Stassin, Belgisch voetballer

## Overleden
- 741 - Paus Gregorius III

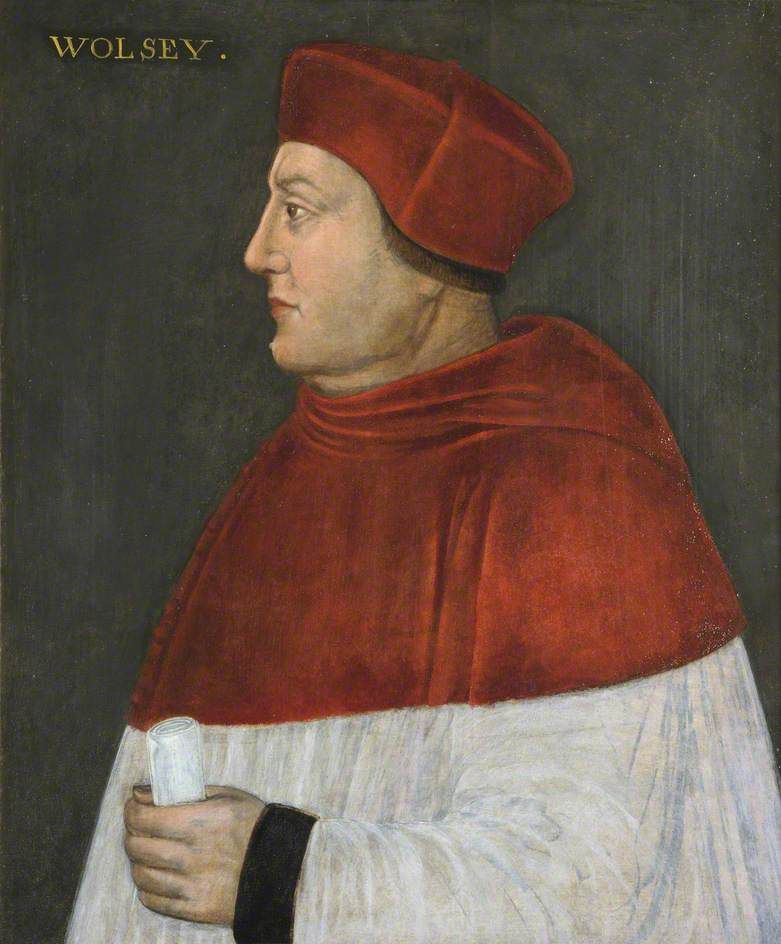
Thomas Wolsey
overleden in 1530

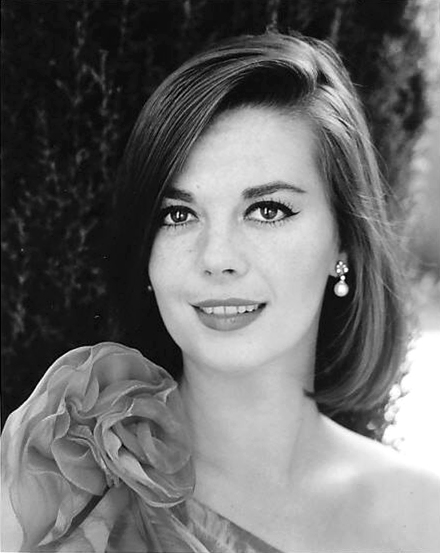
Natalie Wood
overleden in 1981

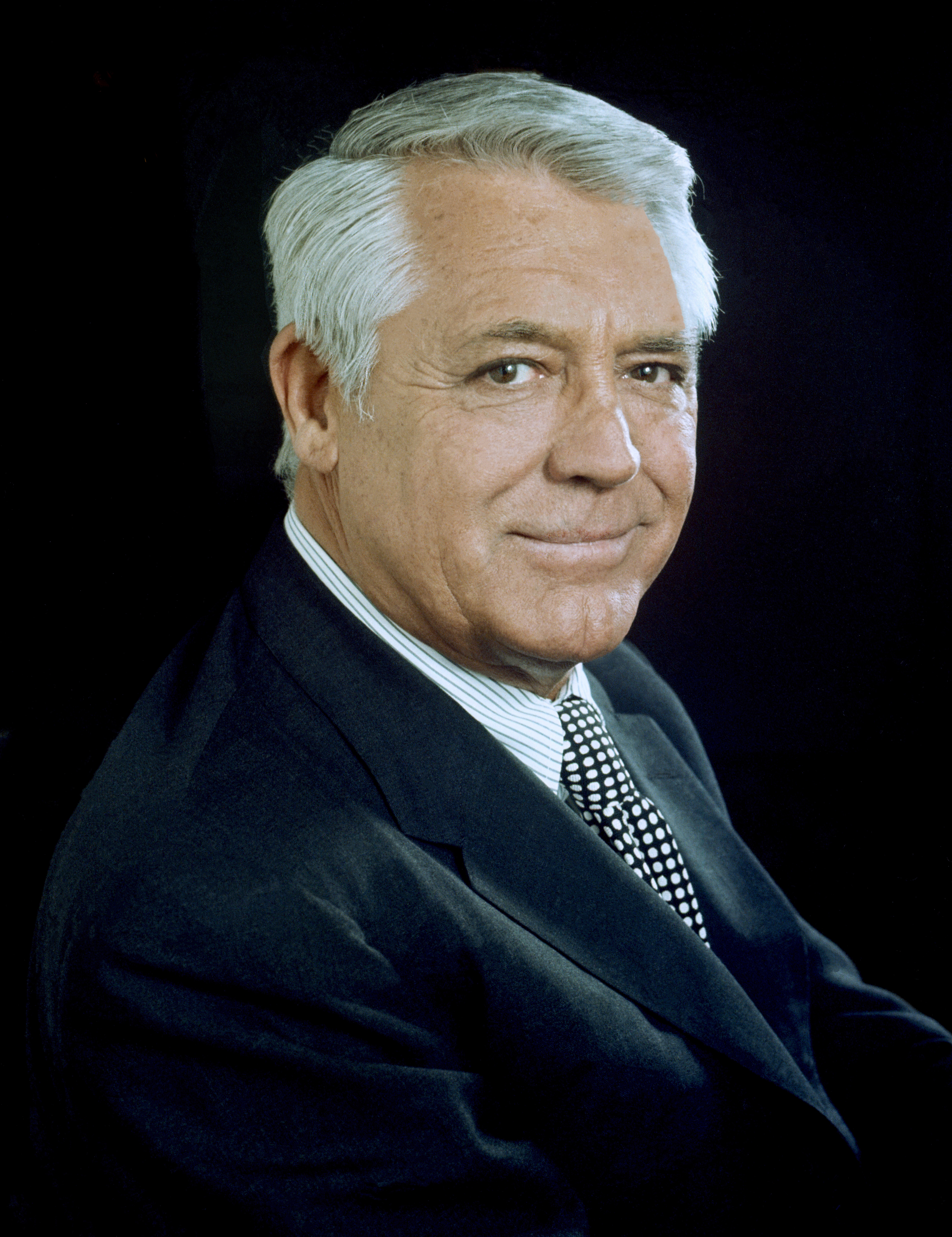
Cary Grant
overleden in 1986

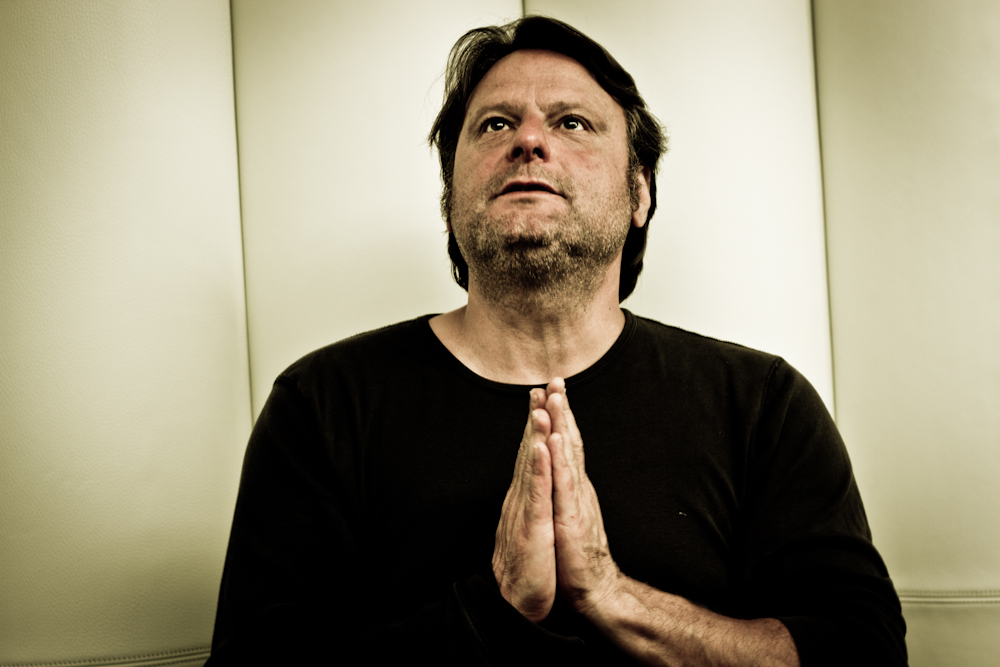
Luc De Vos
overleden in 2014

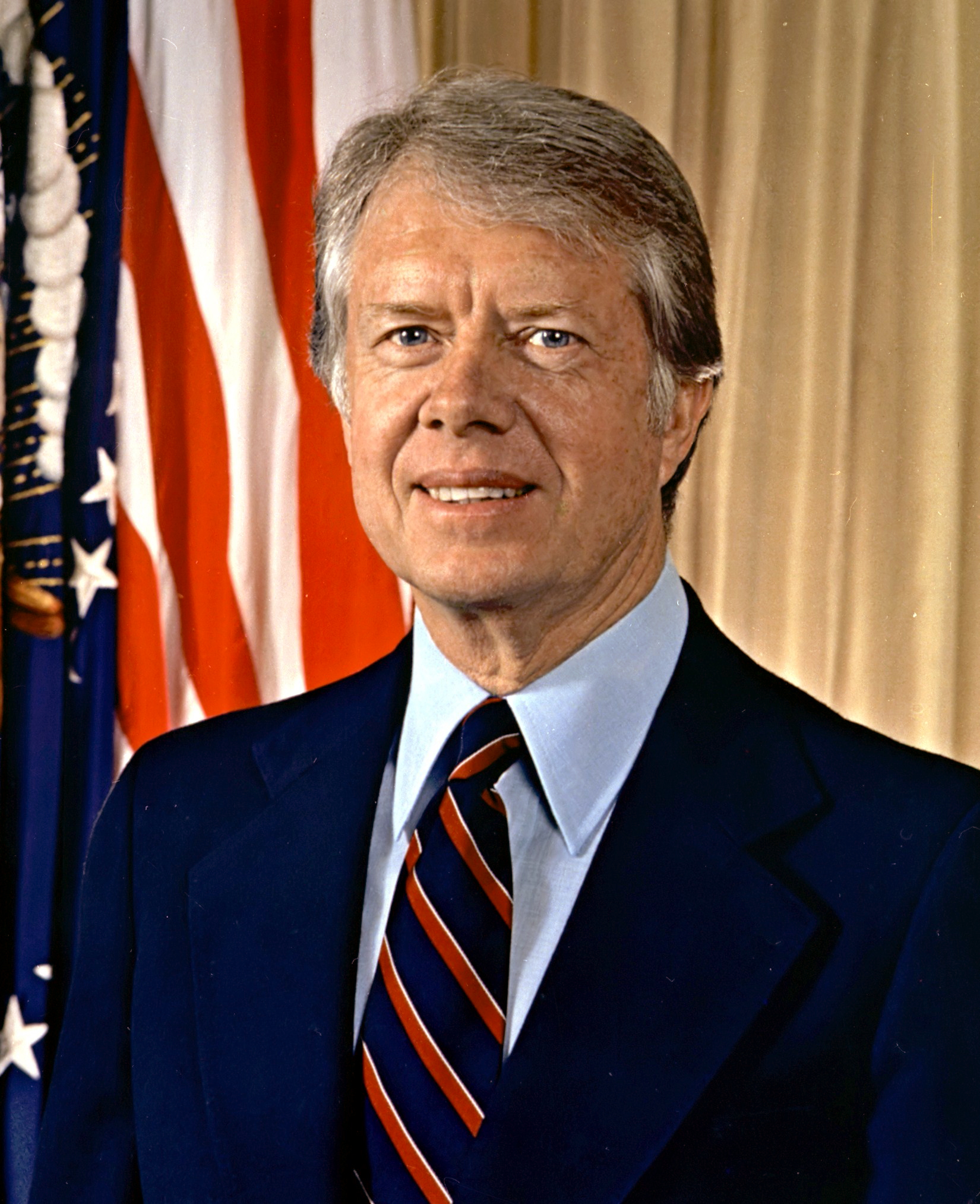
Jimmy Carter
overleden in 2024

- 1253 - Otto II van Beieren (47), hertog van Beieren
- 1268 - Paus Clemens IV
- 1314 - Filips de Schone (46), koning van Frankrijk
- 1330 - Roger Mortimer (43), leider van Engeland
- 1378 - Keizer Karel IV (62), koning van Bohemen en Rooms-Duits keizer
- 1530 - Thomas Wolsey (55), Brits kardinaal en politicus
- 1632 - Frederik V (36), keurvorst van de Palts
- 1643 - Claudio Monteverdi (76), Italiaans componist
- 1694 - Marcello Malpighi (66), Italiaans natuurkundige
- 1813 - Giambattista Bodoni (73), Italiaans typograaf, stempelsnijder, drukker, uitgever
- 1876 - Giacinto Gigante (70), Italiaans kunstschilder
- 1893 - Age Buma (73), Nederlands politicus
- 1919 - Szymon Winawer (81), Pools schaker
- 1924 - Giacomo Puccini (65), Italiaans componist
- 1951 - August Erker (72), Amerikaans roeier
- 1964 - Anne de Vries (60), Nederlands onderwijzer en schrijver
- 1970 - Irfan Orga (62), Turks schrijver
- 1975 - Graham Hill (46), Brits autocoureur
- 1975 - Willem van Loon (84), Nederlands touwtrekker
- 1978 - Jan Zeegers (76), Nederlands atleet
- 1979 - Zeppo Marx (78), Amerikaans komiek en acteur
- 1980 - Dorothy Day, Amerikaans journalist en christelijk activist
- 1981 - Natalie Wood (Natasha Zakharenko) (43), Amerikaans filmactrice
- 1982 - Hermann Balck (84), Duits generaal
- 1982 - Percy Williams (74), Canadees atleet
- 1986 - Cary Grant (82), Amerikaans acteur
- 1991 - Ralph Bellamy (87), Amerikaans acteur
- 1997 - Jan Klaasesz (90), Nederlands politicus en bestuurder
- 2000 - Jules Bosmans (86), Belgisch atleet
- 2001 - George Harrison (58), Brits popmuzikant
- 2003 - Larry Booker (51), Amerikaans professioneel worstelaar
- 2003 - Jesse Carver (92), Engels voetballer en voetbalcoach
- 2005 - David di Tommaso (26), Frans voetballer
- 2006 - Allen Carr (72), Brits publicist
- 2006 - Jean Dulieu (85), Nederlands striptekenaar en -schrijver
- 2007 - Ralph Beard (79), Amerikaans basketballer
- 2007 - August Willemsen (71), Nederlands vertaler
- 2008 - Sten Rudholm (90), Zweeds rechtskundige
- 2008 - Jørn Utzon (90), Deens architect
- 2009 - Alexander van België (67), Prins van België
- 2010 - Mario Monicelli (95), Italiaans filmregisseur en scenarioschrijver
- 2011 - Indira Goswami (69), (ook bekend als Mamoni Raisom Goswami en Mamoni Baideo), Assamees redactrice, schrijfster, dichteres en hoogleraar
- 2013 - Bram van der Lek (82), Nederlands politicus
- 2013 - Ke Riema (99), Belgisch tekstschrijfster
- 2014 - Luc De Vos (52), Belgisch zanger en schrijver
- 2014 - Pjotr Zajev (61), Russisch bokser
- 2016 - Marcos Danilo Padilha (31), Braziliaans voetbaldoelman
- 2016 - Hélène Joye (87), Belgisch atlete
- 2017 - Gerrie van Delft-Jaasma (70), Nederlands burgemeester
- 2017 - Jerry Fodor (82), Amerikaans filosoof en cognitief wetenschapper
- 2017 - Slobodan Praljak, (72), Kroatisch oorlogsmisdadiger
- 2017 - William Steinkraus (92), Amerikaans ruiter
- 2018 - Hans Maier (102), Nederlands waterpolospeler
- 2020 - Ben Bova (88), Amerikaans sciencefictionschrijver
- 2020 - Papa Bouba Diop (42), Senegalees voetballer
- 2020 - Remo Sernagiotto (65), Italiaans politicus
- 2021 - Frits Louer (90), Nederlands voetballer
- 2022 - Peter Diepenhorst (80), Nederlands burgemeester
- 2022 - Brad William Henke (56), Amerikaans acteur
- 2022 - Jos Huypens (74), Belgisch journalist, redacteur, docent en auteur
- 2023 - Elliott Erwitt (95), Frans-Amerikaans fotograaf
- 2023 - Henry Kissinger (100), Duits-Amerikaans politicoloog, diplomaat, politicus en Nobelprijswinnaar
- 2024 - Bert De Coninck (75), Belgisch rockzanger en rockgitarist
- 2024 - Marijke Ferguson (97), Nederlands musicienne, radioprogrammamaker en radiopresentator
- 2024 - Jan Hendrikx (83), Nederlands politicus
- 2024 - Wayne Northrop (77), Amerikaans acteur

## Viering/herdenking

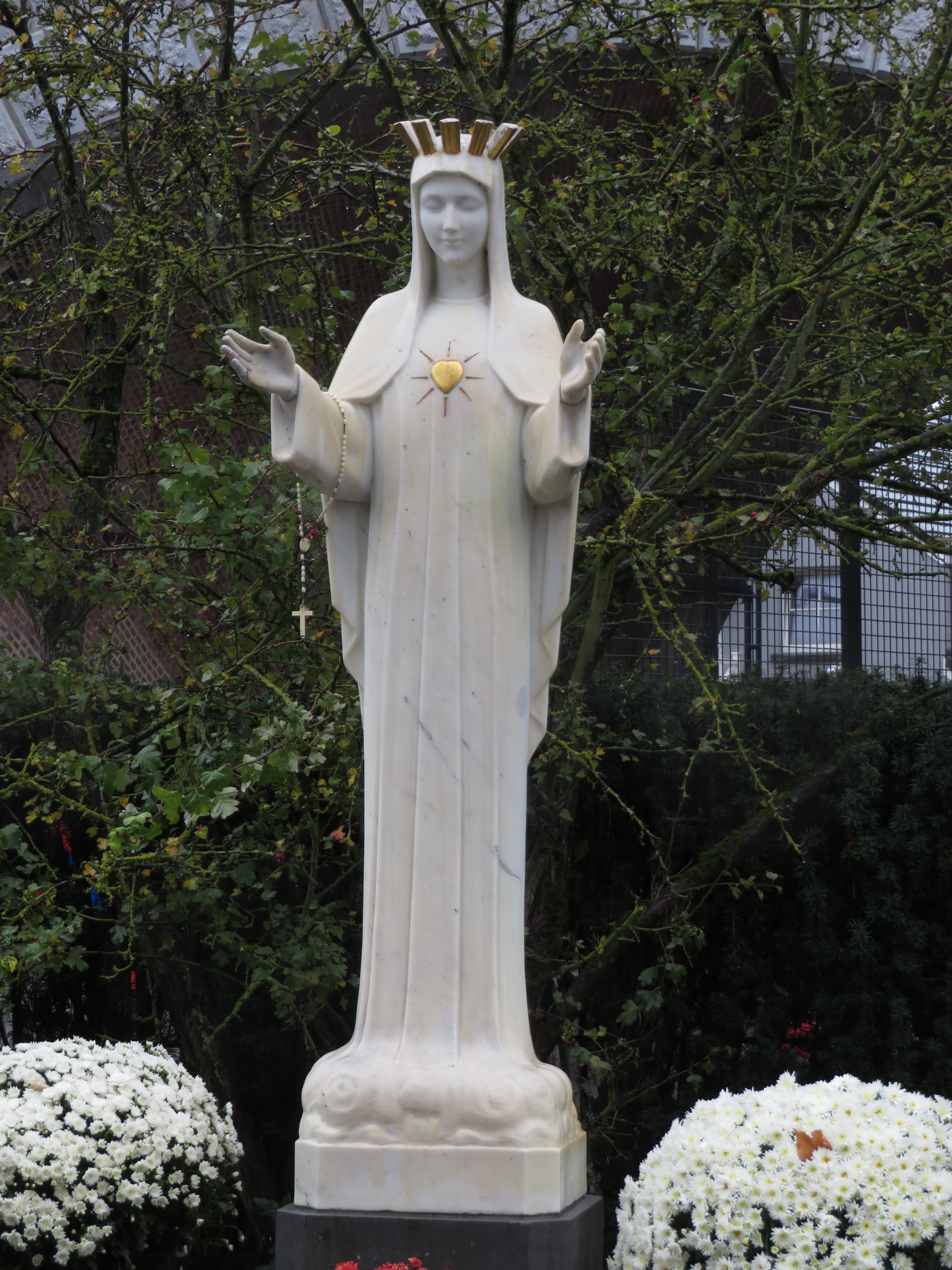
O.L.V. van Beauraing

- Internationale dag van de solidariteit met het Palestijnse volk (Verenigde Naties).
- Tot in de jaren negentig Dag van de Republiek in Joegoslavië.
- Sint Pannekoek
- Rooms-Katholieke kalender:
  - Onze Lieve Vrouw van Beauraing (1932)
  - Heilige Radboud (van Utrecht) († 917/8) - Gedachtenis (in aartsbisdom Utrecht)
  - Heiligen Saturnin(us) en Sisinius († 303/9)
  - Heilige Saturninus van Toulouse († 257)
  - Heilige Francesco Antonio Fasani († 1742)
  - Heilige Walderik van Murrhardt († c. 817)
  - Heilige Paramon († 250)
  - Heilige Philomenus van Ancyra († 275)
  - Heilige Jacobus van Sarug († 521)
  - Zalige Dionysius a Nativitate Domini († 1638)
  - Zalige Frederik van Regensburg († 1329)
  - Zalige Jutta van Heiligenthal († 1250)

## Weerextremen

### Nederland
| | Officiële records | Officiële records | Officiële records |      | Landelijke records | Landelijke records | Landelijke records    |
| Gebeurtenis | Jaar              | Extreem           | Locatie           | Jaar | Extreem            | Locatie            |                       |
| --- | ----------------- | ----------------- | ----------------- | ---- | ------------------ | ------------------ | --------------------- |
| Laagste etmaalgemiddelde temperatuur (°C) | 1921              | −9,5              | De Bilt           |      | 1921               | −9,5               | De Bilt               |
| Hoogste etmaalgemiddelde temperatuur (°C) | 2000              | 11,1              | De Bilt           |      | 2000               | 13,0               | Woensdrecht           |
| Laagste minimumtemperatuur (°C) | 1921              | −15,0             | De Bilt           |      | 1921               | −15,0              | De Bilt               |
| Hoogste minimumtemperatuur (°C) | 2018              | 9,5               | De Bilt           |      | 2000               | 11,0               | Westdorpe             |
| Laagste maximumtemperatuur (°C) | 1921              | −3,6              | De Bilt           |      | 1921               | −5,0               | Vlissingen            |
| Hoogste maximumtemperatuur (°C) | 2000              | 13,6              | De Bilt           |      | 1970               | 16,1               | Eindhoven             |
| Hoogste uurgemiddelde windsnelheid (m/s) | 1950              | 15,4              | De Bilt           |      | 1976               | 24,2               | IJmuiden              |
| Hoogste windstoot (m/s) | 2015              | 22,0              | De Bilt           |      | 2015               | 34,0               | Huibertgat            |
| Langste zonneschijnduur (uur) | 2016              | 7,1               | De Bilt           |      | 2014               | 7,5                | Maastricht            |
| Langste neerslagduur (uur) | 2001              | 15,8              | De Bilt           |      | 2001               | 15,8               | De Bilt, Marknesse    |
| Hoogste etmaalsom van de neerslag (mm) | 1967              | 20,6              | De Bilt           |      | 2015               | 21,6               | Marknesse             |
| Laagste etmaalgemiddelde relatieve vochtigheid (%) | 1980              | 70                | De Bilt           |      | 1908 1980          | 65                 | Maastricht Vlissingen |
| Laagste uurwaarde luchtdruk op zeeniveau (hPa) | 1965              | 965,2             | De Bilt           |      | 1965               | 963,7              | Leeuwarden            |
| Hoogste uurwaarde luchtdruk op zeeniveau (hPa) | 1994, 2016        | 1036,3            | De Bilt           |      | 2006               | 1036,8             | Maastricht            |
| Officiële records worden altijd gemeten op het KNMI-weerstation in De Bilt. Landelijke records kunnen worden gemeten op elk officieel KNMI-weerstation in Nederland. |                   |                   |                   |      |                    |                    |                       |

Uitzonderlijke gebeurtenissen
- 1912 - Officieel laagste maximumtemperatuur in °C van november dit jaar gemeten in De Bilt: 3,8
- 1921 - Officieel maandrecord laagste etmaalgemiddelde temperatuur in °C van november gemeten in De Bilt: −9,5
- 1921 - Landelijk maandrecord laagste etmaalgemiddelde temperatuur in °C van november gemeten in De Bilt: −9,5
- 1921 - Officieel maandrecord laagste minimumtemperatuur in °C van november gemeten in De Bilt: −15,0. Samen met 30 november 1921
- 1921 - Landelijk maandrecord laagste minimumtemperatuur in °C van november gemeten in De Bilt: −15,0. Samen met 30 november 1921
- 1921 - Officieel maandrecord laagste maximumtemperatuur in °C van november gemeten in De Bilt: −3,6
- 1921 - Officieel laagste maximumtemperatuur in °C van november dit jaar gemeten in De Bilt: −3,6
- 1970 - Laatste landelijke zachte dag van het jaar gemeten in Eindhoven, Gilze-Rijen en Maastricht (maximumtemperatuur ≥ 15 °C op een officieel weerstation)

### België
Dagrecords
- 1890 - Laagste etmaalgemiddelde temperatuur −5,8 °C
- 1836 - Hoogste etmaalgemiddelde temperatuur 14 °C
- 1890 - Laagste minimumtemperatuur −9,8 °C
- 1836 - Hoogste maximumtemperatuur 16,7 °C
- 1965 - Hoogste etmaalsom van de neerslag 20,4 mm

Uitzonderlijke gebeurtenissen
- 1925 - 34 cm sneeuw in Ukkel (tweede dikste laag van de eeuw).
- 1947 - 20 cm sneeuw in Saint-Hubert.
- 1965 - De luchtdruk daalt tot 967 hPa in Ukkel (luchtdruk, herleid tot zeeniveau).
- 2010 - In Elsenborn (Bütgenbach) daalt de minimumtemperatuur tot –10,3 °C.

<< · 1 · 2 · 3 · 4 · 5 · 6 · 7 · 8 · 9 · 10 · 11 · 12 · 13 · 14 · 15 · 16 · 17 · 18 · 19 · 20 · 21 · 22 · 23 · 24 · 25 · 26 · 27 · 28 · 29 · 30 · >>